# Kwame Kilpatrick
Kwame Malik Kilpatrick (Detroit, 8 de junio de 1970) fue alcalde de la ciudad de Detroit, Míchigan. Cuando fue elegido a los 31 años, fue el alcalde más joven en la historia de Detroit. Su estancia en el puesto, desde 2002 hasta 2008, fue una etapa de escándalo y problemas financieros en la vida municipal. Kilpatrick es el único alcalde en la historia de Detroit contra quien se han presentado cargos criminales durante el tiempo que ocupaba el puesto. El 4 de septiembre de 2008, Kilpatrick entregó su renuncia al consejo municipal, la cual se hizo efectiva el 18 de septiembre.

## Juventud y familia
Kilpatrick estudió en la universidad Florida A&M y después enseñó en la academia "Marcus Garvey" en Detroit. Es miembro de la hermandad Alpha Phi Alpha.
Su madre, Carolyn Cheeks Kilpatrick, es miembro de la cámara de representantes de los EE. UU. Su padre, Bernard Kilpatrick, sirvió en el gobierno del Condado de Wayne bajo Edward H. McNamara.

## Carrera política y controversias

### Representante al Estado
Kilpatrick fue elegido a la cámara de representantes del estado de Míchigan en 1996 después que su madre dejara vacante ese puesto para concentrarse en su campaña para ingresar al Congreso. 
Su campaña tenía un presupuesto de solamente US$10 mil.

## Alcalde de Detroit
Kilpatrick fue elegido alcalde de la ciudad en 2001.

## Primer mandato
En su discurso de inauguración en 2002, Kilpatrick dijo: "Estoy ante ustedes siendo un hijo de la ciudad de Detroit y todo lo que representa. Nací aquí en la ciudad de Detroit, crecí aquí en la ciudad de Detroit, asistía a la Escuela Pública de Detroit. Entiendo a esta ciudad. ... Este puesto es personal para mí. Es mucho más que la mera política."
Se le criticó a Kilpatrick el uso de fondos municipales para alquilar un carro para su familia y por cargar miles de dólares en masajes, vinos caros y facturas de restaurantes a la tarjeta de crédito que le otorgaba la ciudad.

## Campaña de reelección
En mayo de 2005, el padre del alcalde dijo que los informes sobre su hijo en la prensa equivalían al Nazismo. Después se disculpó.

## Segundo mandato
Kilpatrick fue hospitalizado y diagnosticado de diverticultitis en julio de 2006. El médico personal del señor Kilpatrick indicó que una dieta para perder peso alta en proteínas pudo haberla causado.

### Superbowl
Kilpatrick y otras gentes interesadas hicieron que la Super Bowl XL tuviera lugar en Detroit. Antes del festín, demolieron muchos edificios abandonados y limpiaron las calles de la ciudad.

## Fiesta en la mansión Manoogian
Las controversias que rodearon al señor Kilpatrick empezaron con un incidente que se cree tuvo lugar en el otoño de 2002 en la residencia oficial del alcalde: la casa Manoogian. Exmiembros de la Unidad de Protección Ejecutiva (EPU, por "Executive Protection Unit" en inglés) alegaron que la esposa del alcalde, Carlita Kilpatrick, regresó a la casa inesperadamente y, después de descubrir a su marido con unas bailarinas, atacó a una de ellas.

## Asesino de Tamara Greene
Tamara Greene fue una bailarina exótica de 27 años de edad que usaba el nombre "Strawberry" (fresa). Según alegaciones, ejecutaba su espectáculo de danza exótica en la fiesta en 2002 y fue atacada por la esposa del alcalde.
En abril de 2003, estando en su coche con su novio, Greene fue tiroteada múltiples veces con una pistola Glock 40. Según la policía, recibió 3 impactos de bala. Su novio fue herido. Los autores del tiroteo, que conducían un Chevy Trailblazer, pasaron otra vez para disparar también a su novio.
La familia de la Srta. Greene presentó una demanda en el Tribunal Federal contra la ciudad de Detroit por US$150 millones, alegando que su asesino pretendía evitar que ella hablara con los policías que investigaban lo ocurrido en la ya mencionada fiesta de 2002. Un juez decidió que Norman Yatooma, el abogado que representaba al hijo de 14 años de Greene, pudiese leer los mensajes de texto que mandaba Kilpatrick y otros miembros de su administración.
La ciudad pagó US$24.950,00 a los abogados contratados para representarle. La política de la ciudad requiere que los contratos por valor superior a US$25 deban ser aprobados por consejo municipal.

## Juicio por parte de expolicías
El juicio empezó en agosto de 2007 con Kilpatrick y su jefa de personal, Christine Beatty, negando que haber cometido infidelidad matrimonial.
El juicio terminó el 11 de septiembre de 2007. El jurado deliberó por tres horas y dio US$6,5 millones a la parte acusadora. Kilpatrick echó la culpa del "veredicto falso" a los miembros del jurado de raza blanca que venían de fuera de la ciudad.

## Escándalo de mensajes de texto
En enero de 2008, el Detroit Free Press descubrió la existencia de más de 14 mil mensajes de texto intercambiados entre Kilpatrick y su jefe de personal, Christine Beatty, por medio de sus megáfonos "SkyTel" (expedidos por la ciudad) en los dos períodos investigados, de septiembre de 2002 hasta octubre de 2002 y de abril de 2003 hasta mayo de 2003. (Las fechas son importantes porque abarcan el período de tiempo comprendido entre la supuesta fiesta de la casa Manoogian y la expulsión de Gary Brown, respectivamente.)
Los abogados de la ciudad habían intentado mantener ocultos desde 2004 los mensajes de texto, basando su opinión en el hecho de que eran comunicaciones personales y privadas. Una directiva re-autorizada por el señor Kilpatrick indica que todas las comunicaciones electrónicas enviadas por equipos propiedad de la ciudad deben ser "utilizado en una forma honesta, ética y legal" y advierte, "no se considerarán como tales las comunicaciones personales o privadas." La oficina del alcalde mantuvo que esta política solamente se aplicaba a máquinas de las que la ciudad era el dueño, y no a las que la ciudad alquilaba, como era el caso.
Kilpatrick y Beatty, ambos casados en el momento, sí charlaban sobre los asuntos municipales; sin embargo, muchos de los mensajes describen una relación sexual entre los dos. Describen el uso de los fondos de la ciudad para organizar escapadas románticas y sus temores de ser atrapado por la unidad de protección ejecutivo. También implican que la pareja conspiró para despojar de su puesto al Jefe Adjunto de Policía, Gary Brown.
Los intercambios también muestran su conocimiento de "frentes" en el proceso de licitación y un trato preferencial a un amigo íntimo y hombre de negocios Bobby Ferguson. Los mensajes de texto intercambiados entre Beatty y Ferguson muestran que Ferguson pidió y se le dio acceso a otras ofertas contractuales, propuestas y tasas con el fin de socavarlas, y, en última instancia recibió más de US$ 45 millones en contratos de la ciudad. Este trato preferencial en la administración Kilpatrick ha llegado a ser conocido como el 'Plan de Familia y Amigos'.
El 18 de marzo de 2008, el Consejo Municipal de Detroit aprobó una resolución no vinculante pidiendo a Kilpatrick que renunciara a la alcaldía. La resolución cita 33 razones para su dimisión.

## Asalto a una policía
El 24 de julio de 2008, aproximadamente a las 4 de la tarde, un adjunto de alguacil del condado de Wayne, Brian White, y la investigadora de la oficina de la Fiscalía Kym Worthy del condado de Wayne, Joanne Kinney, fueron a la casa de Ayanna, la hermana del señor Kilpatrick, en un intento de entregar una citación a Bobby Ferguson. Ayanna Kilpatrick, está casada con Daniel Ferguson, el primo de Bobby. Mientras estuvieron en el pórtico de la casa, Kwame Kilpatrick, salió de la casa con sus guardaespaldas y empujó al adjunto; según lo que dijo Evans, "... lo empujó con una fuerza suficiente como para que su cuerpo impactara contra el de la investigadora de la fiscalía". El alcalde gritó a Kinney "¿Por qué va una mujer negra en un carro con un hombre llamado White? ['blanco']."

## Dimisión
El 4 de septiembre de 2008, Kilpatrick anunció su dimisión. El mismo día se declaró culpable de dos crímenes graves. Deberá restituir US$1 millón a la ciudad de Detroit, perderá su pensión, deberá permanecer en prisión durante 4 meses, estará en libertad condicional durante 5 años, perderá su licencia para ejercer derecho; y no podrá hacer campaña para ocupar puesto público alguno durante 5 años.

## Prisión y vida posterior
El martes 3 de febrero de 2009, Kwame salió de la cárcel en la que había cumplido su pena durante 99 días. Voló a Texas en un avión Lear. Al cabo de unas semanas aceptó un puesto en la compañía Compuware, ofrecido por la propia empresa.
- Datos: Q1365715
- Multimedia: Kwame Kilpatrick / Q1365715